# Acritus nigricornis
Acritus nigricornis är en skalbaggsart som först beskrevs av Hoffmann 1803.  Acritus nigricornis ingår i släktet Acritus och familjen stumpbaggar. Arten är reproducerande i Sverige. Inga underarter finns listade i Catalogue of Life.

## Bildgalleri

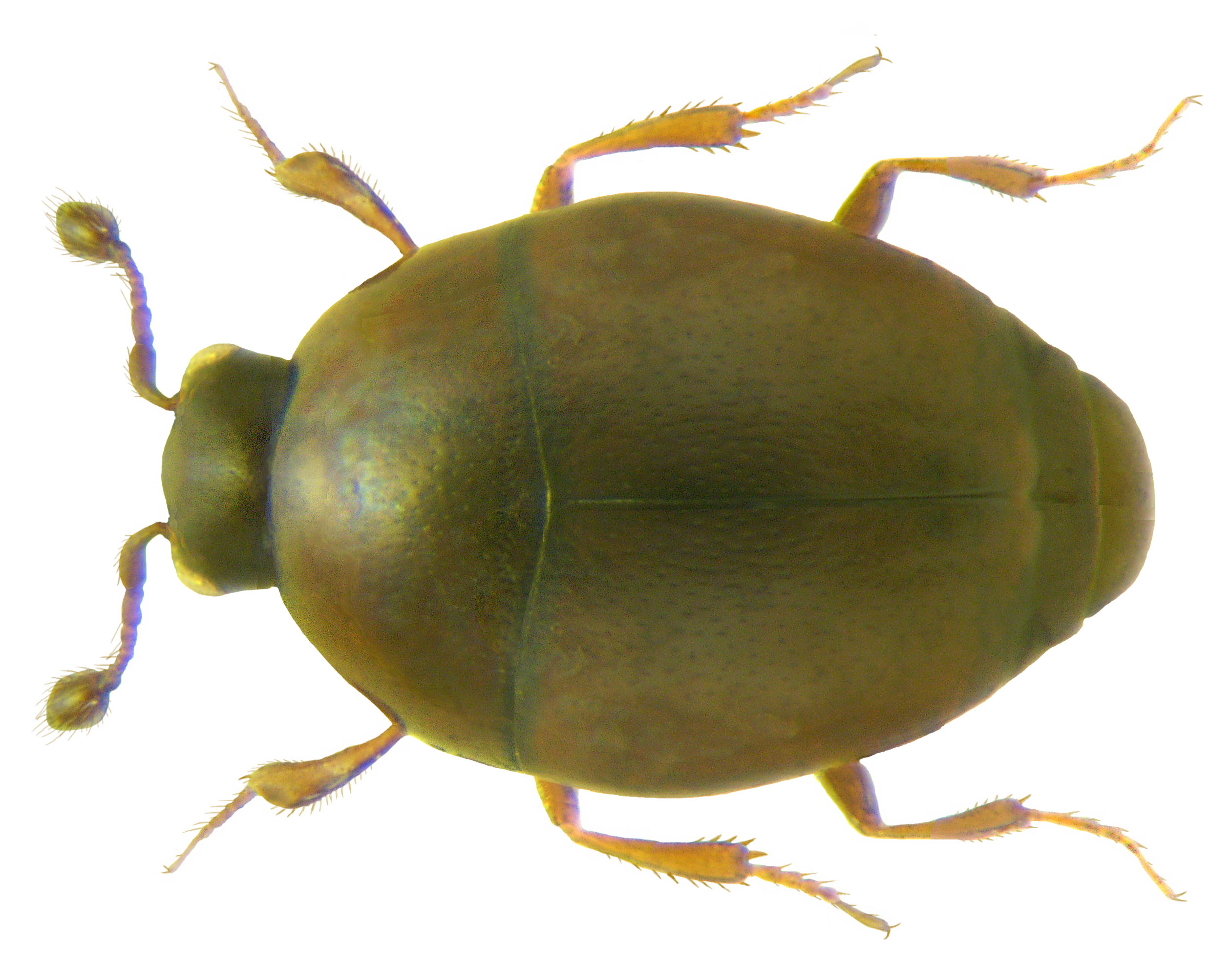
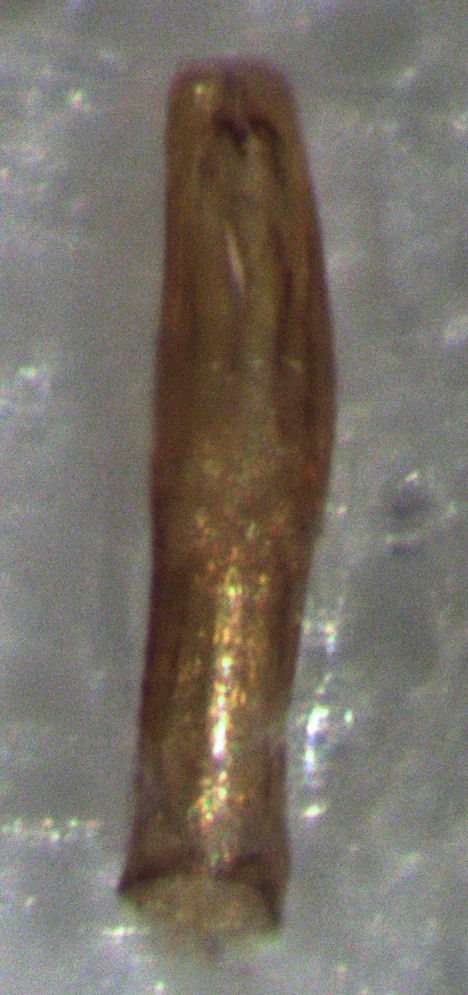
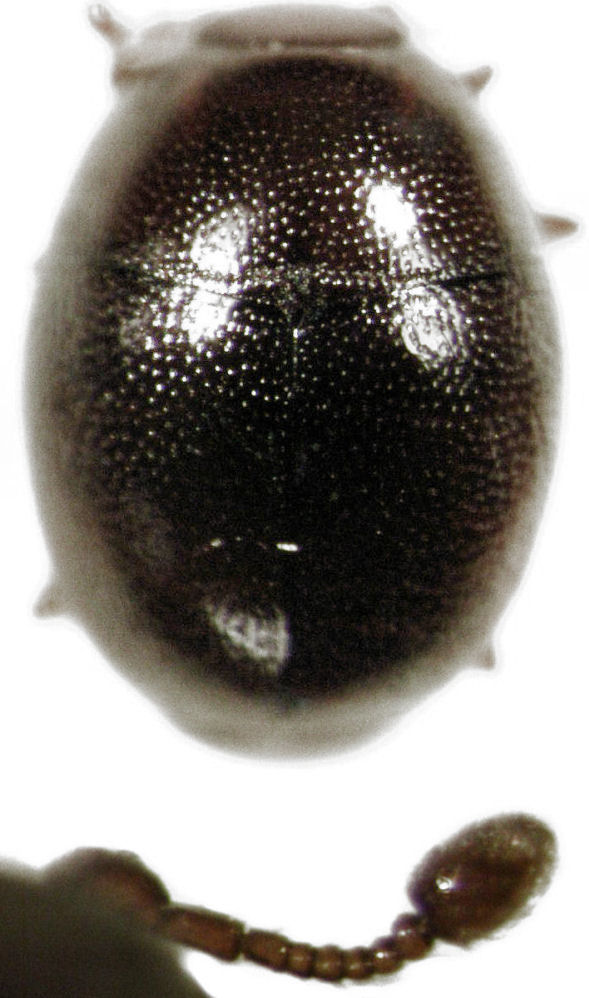
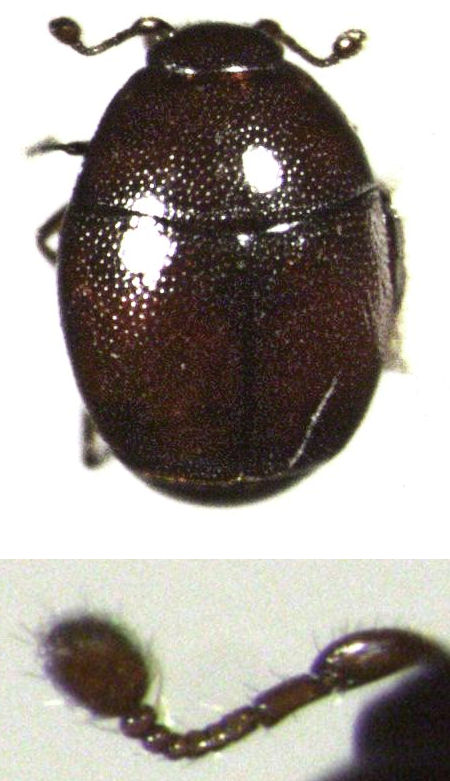